# Novorjev
Novorjev (en rus: Новоржев) és una ciutat de l'óblast de Pskov, a Rússia, segons el cens del 2021 tenia 3.222 habitants. Es troba a 144 km al sud-est de Pskov.

## Història
Novorjev rebé l'estatus de ciutat durant la reforma municipal de 1777. Durant la Segona Guerra Mundial, Novorjev fou ocupada per l'Alemanya nazi del 17 de juliol de 1941 fins al 29 de febrer de 1944. Fou alliberada pel Segon Front del Bàltic i l'Exèrcit Roig durant l'operació Stàraia Russa-Novorjev.